# Gluhovići
Gluhovići (en serbe cyrillique : Глуховићи) est un village de Bosnie-Herzégovine. Il est situé sur le territoire de la ville d'Istočno Sarajevo, dans la municipalité de Pale et dans la république serbe de Bosnie. Selon les premiers résultats du recensement bosnien de 2013, il ne compte plus aucun habitant.

## Géographie
Le village est situé au sud du mont Romanija, à la confluence des rivières Stajnska rijeka et Hotočinska rijeka et de la Gračanica ; ces trois rivières bordent son territoire.

## Démographie

### Évolution historique de la population dans la localité
| 1948 | 1953 | 1961 | 1971 | 1981 | 1991 | 2013 |
| ---- | ---- | ---- | ---- | ---- | ---- | ---- |
| -    | -    | 51   | 40   | 17   | 6    | 0    |

|  |

### Répartition de la population par nationalités (1991)
En 1991, les 6 habitants du village étaient tous serbes.